# Paul de Scherff
Paul de Scherff (Frankfurt del Main, 14 de juliol de 1820 – Ciutat de Luxemburg, 22 de juliol de 1894) va ser un jurista i polític luxemburguès.
De Scherff va néixer a Frankfurt del Main i era fill de F.H.W. von Scherff-Arnoldi, que va ser el ministre plenipotenciari del Rei-Gran Duc de la Dieta Federal d'Alemanya. Després d'estudiar dret, Paul de Scherff es va traslladar a Luxemburg. Va ser avocat géneral durant sis anys i més endavant, va esdevenir president de la cort superior, a l'edat de 34 anys. Des del 24 de juny de 1856 i fins a l'11 de novembre de 1858 va exercir d'Administrateur général (Ministre) d'Obres Públiques i Ferrocarrils en el gabinet Simons. De 1869 a 1871, i llavors un altre cop de 1886 a 1892, va ser membre de la Cambra de Diputats per la circumscripció del Centre i va ser President de la Cambra de Diputats de Luxemburg des de 1869 fins al 1872.
Quan les parets de la fortalesa de Luxemburg van ser enderrocades en les dècades de 1870 i 1880, Paul de Scherff treballava en el ministeri d'Obra pública i es va ocupar de la construcció dels parcs municipals.
Es va casar amb Marie Pescatore el 14 de setembre de 1842, filla de Constantin Jos i Antoine Pescatore, i neboda de Théodore Pescatore. De Scherff era practicant del calvinisme.

## Distincions
- Gran Oficial de l'Orde de la Corona de Roure[4]